# Matthew Connolly
Matthew Thomas Martin Connolly (Barnet, Inglaterra, Reino Unido, 24 de septiembre de 1987) es un futbolista inglés. Juega de defensa y se encuentra sin equipo tras finalizar su contrato con el Cardiff City F. C. de Gales.

## Clubes
| Club                             | País       | Año       |
| -------------------------------- | ---------- | --------- |
| AFC Bournemouth (cedido)         | Inglaterra | 2006-2007 |
| Colchester United F. C. (cedido) | Inglaterra | 2007-2008 |
| Queens Park Rangers F. C.        | Inglaterra | 2008-2012 |
| Reading F. C. (cedido)           | Inglaterra | 2012      |
| Cardiff City F. C.               | Gales      | 2012-2020 |
| Watford F. C. (cedido)           | Inglaterra | 2015      |

## Palmarés

### Campeonatos nacionales
| Título                       | Club                      | País       | Año  |
| ---------------------------- | ------------------------- | ---------- | ---- |
| Football League Championship | Queens Park Rangers F. C. | Inglaterra | 2011 |
| Football League Championship | Reading F. C.             | Inglaterra | 2012 |
| Football League Championship | Cardiff City F. C.        | Inglaterra | 2013 |